# Luigi Brunella
Luigi Brunella (ur. 14 kwietnia 1914 w Garlasco, zm. 23 maja 1993) – piłkarz włoski grający na pozycji prawego obrońcy.

## Kariera piłkarska
Piłkarską karierę Brunella rozpoczął w klubie Vigevanesi Calcio i w latach 1932–1935 występował w jego barwach w rozgrywkach Serie B. W 1935 roku Luigi trafił do Serie A i został zawodnikiem Torino Calcio. W lidze zadebiutował 28 stycznia 1936 w wygranym 1:0 meczu z Romą. W tamtym sezonie osiągnął swój pierwszy sukces, jakim było zdobycie Pucharu Włoch. W sezonie 1936/1937 był już podstawowym zawodnikiem Torino i spędził w nim łącznie 4 lata. W 1939 roku został wicemistrzem Włoch.
Latem 1939 Brunella przeszedł do stołecznej Romy. Początkowo był tylko rezerwowym, ale już w sezonie 1940/1941 zaczął występować w wyjściowym składzie. Wtedy też dotarł z Romą do finału Pucharu Włoch (3:3, 0:1 z Venezią). W sezonie 1941/1942 przyczynił się do wywalczenia przez Romę pierwszego w historii mistrzostwa Włoch. W 1944 roku występował w Juventusie Turyn w regionalnych rozgrywkach. W 1945 roku po zakończeniu II wojny światowej wrócił do Romy, jednak nie osiągnął już żadnych sukcesów i w 1947 roku zakończył karierę.
| Sezon   | Klub              | Kraj   | Rozgrywki | Mecze | Bramki |
| ------- | ----------------- | ------ | --------- | ----- | ------ |
| 1932/33 | Vigevanesi Calcio | Włochy | Serie B   | ?     | ?      |
| 1933/34 | Vigevanesi Calcio | Włochy | Serie B   | ?     | ?      |
| 1934/35 | Vigevanesi Calcio | Włochy | Serie B   | ?     | ?      |
| 1935/36 | Torino Calcio     | Włochy | Serie A   | 11    | 0      |
| 1936/37 | Torino Calcio     | Włochy | Serie A   | 30    | 0      |
| 1937/38 | Torino Calcio     | Włochy | Serie A   | 30    | 0      |
| 1938/39 | Torino Calcio     | Włochy | Serie A   | 15    | 0      |
| 1939/40 | AS Roma           | Włochy | Serie A   | 5     | 0      |
| 1940/41 | AS Roma           | Włochy | Serie A   | 27    | 0      |
| 1941/42 | AS Roma           | Włochy | Serie A   | 30    | 0      |
| 1942/43 | AS Roma           | Włochy | Serie A   | 30    | 0      |
| 1944    | Juventus Turyn    | Włochy |           | 24    | 0      |
| 1945/46 | AS Roma           | Włochy | Serie A   | 21    | 0      |
| 1946/47 | AS Roma           | Włochy | Serie A   | 33    | 0      |
| 1947/48 | AS Roma           | Włochy | Serie A   | 12    | 1      |

## Kariera trenerska
Po zakończeniu kariery piłkarskiej Brunella na krótko objął zespół AS Roma zastępując na stanowisku pierwszego trenera Węgra Imre Senkeya.